# ۴۱۲ (میلادی)
۴۱۲ (میلادی) چهارصد  و دوازدهمین سال تقویم میلادی است.

## درگذشتگان
‎